# Forró

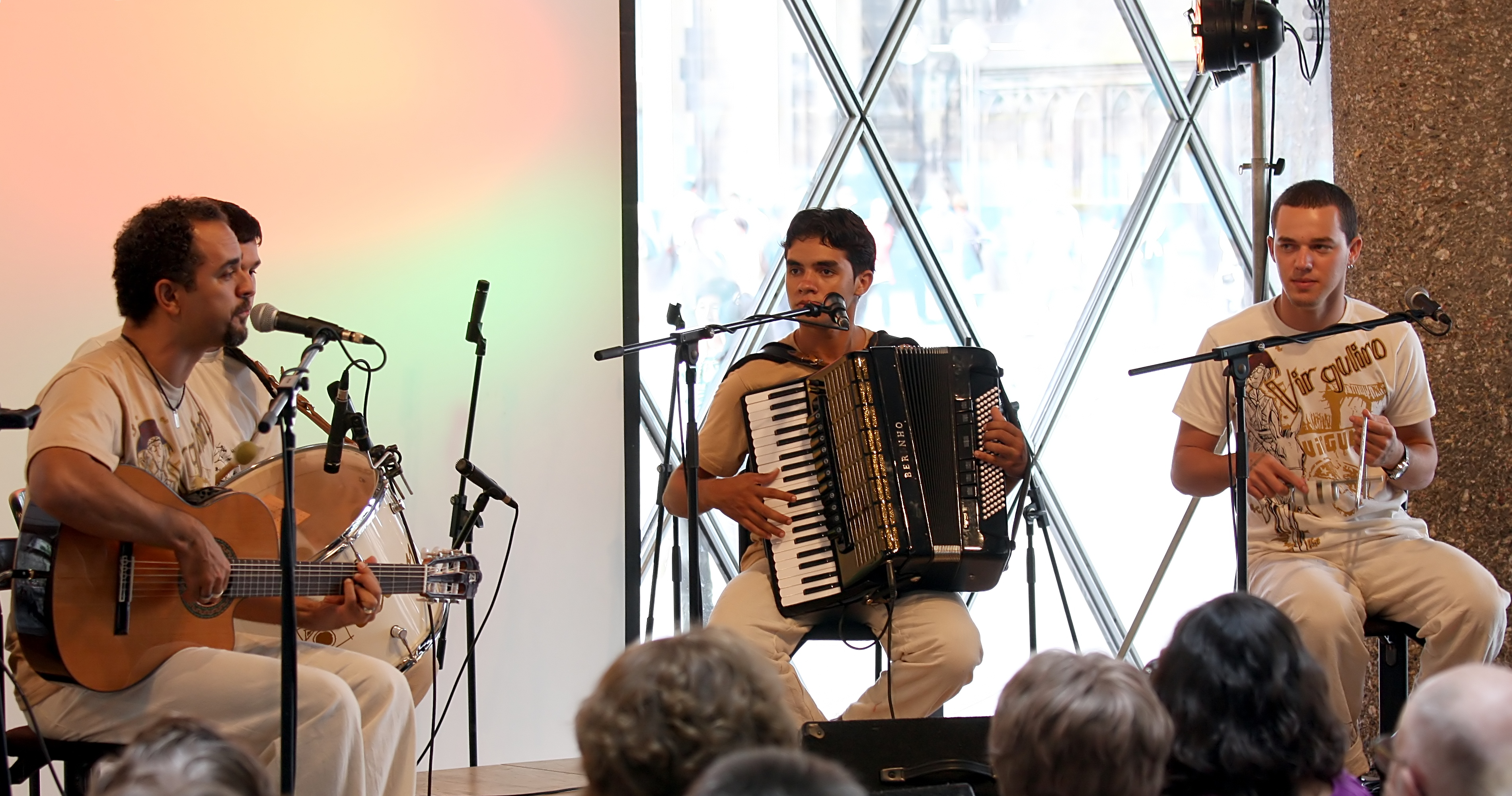
Valdir Santos (links) und seine Musiker spielen Forró auf Gitarre, Zabumba, Akkordeon und Triangel

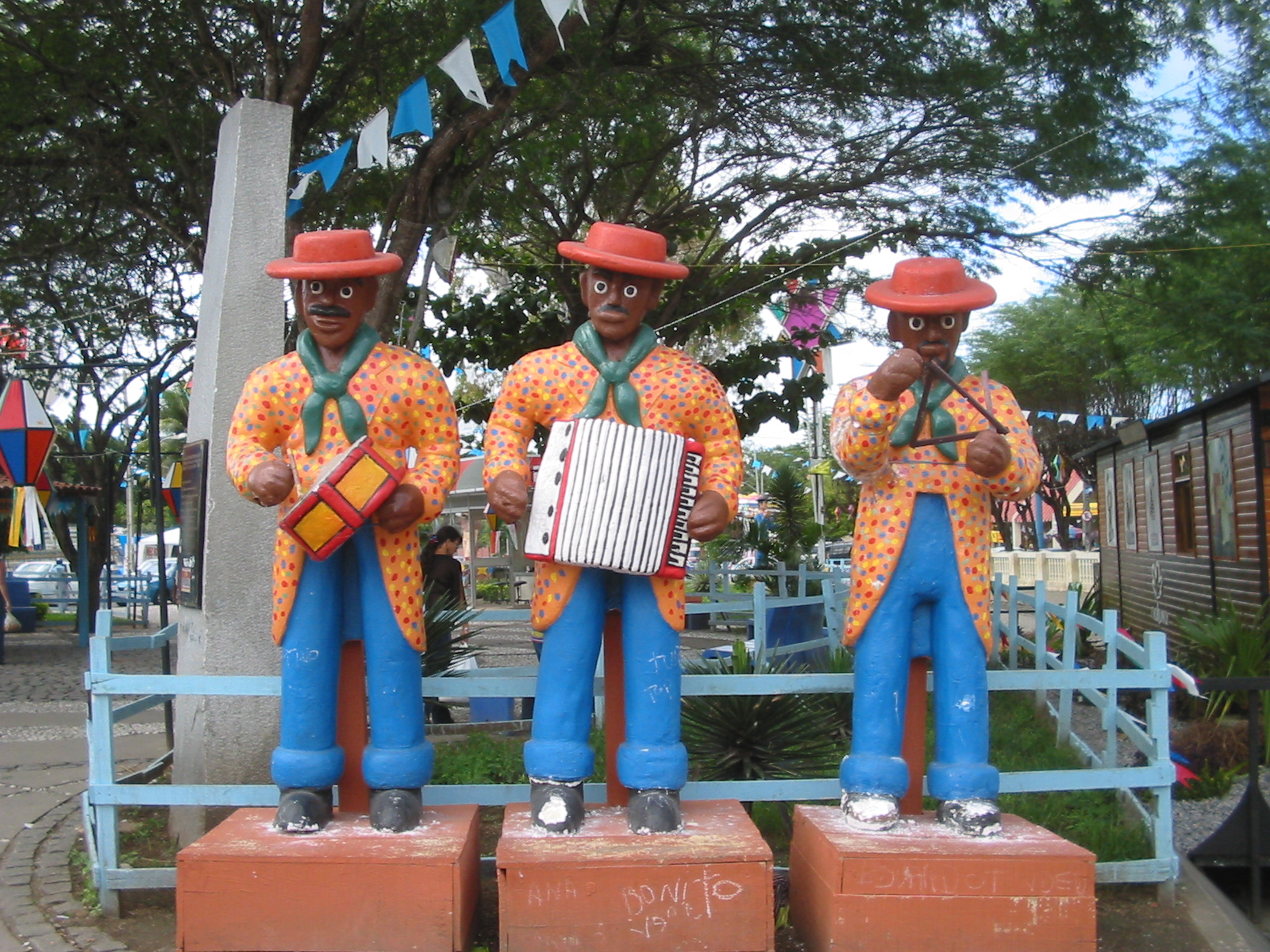
Statuen von Forró-Musikern

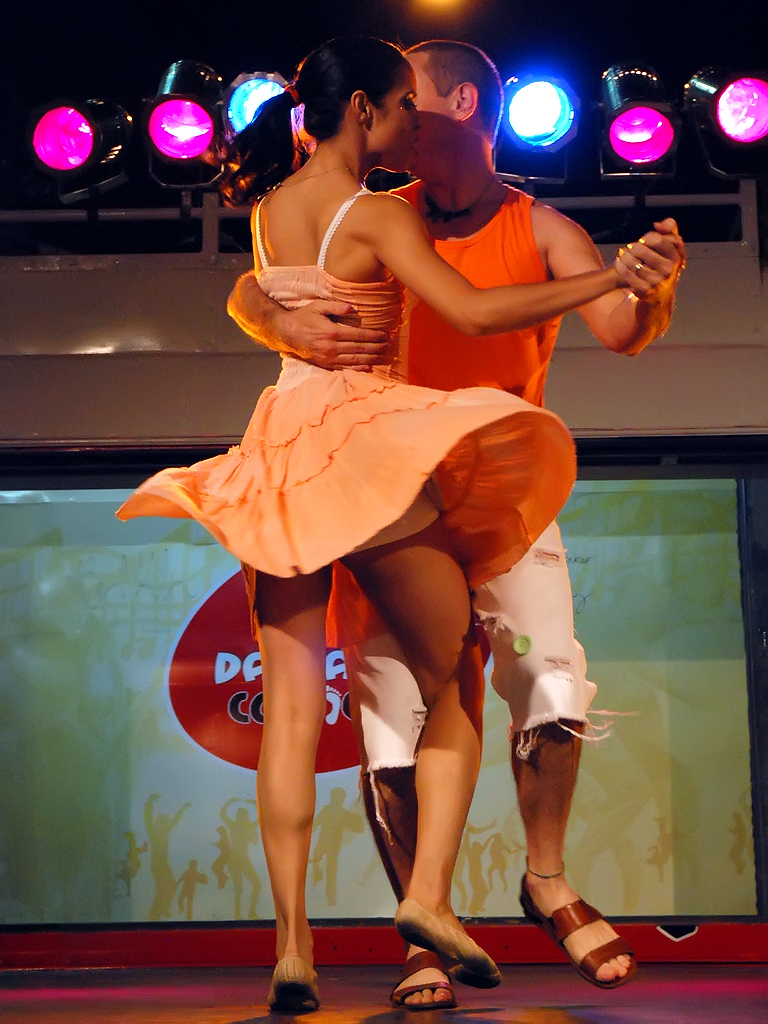
Forró-Tanzfigur

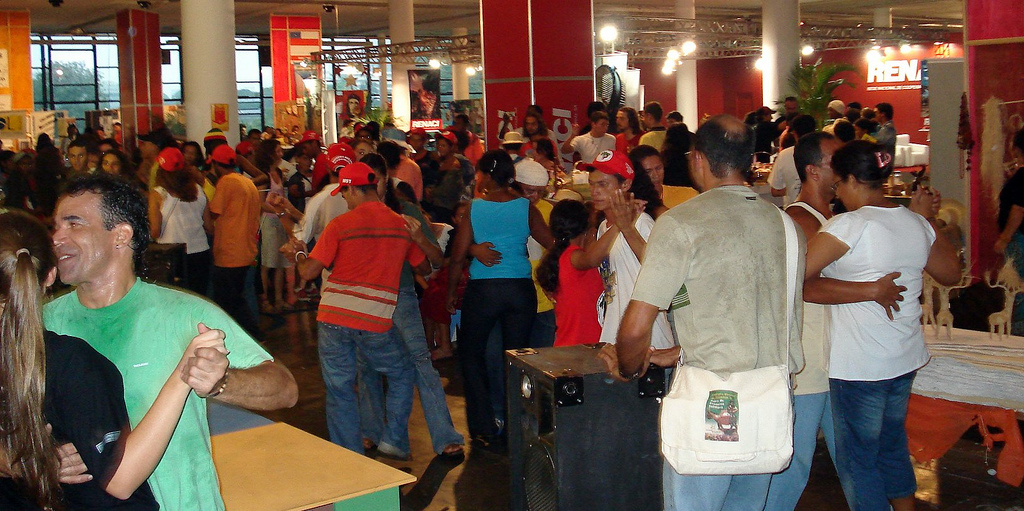
Forró-Tanzveranstaltung im Bundesstaat Sergipe

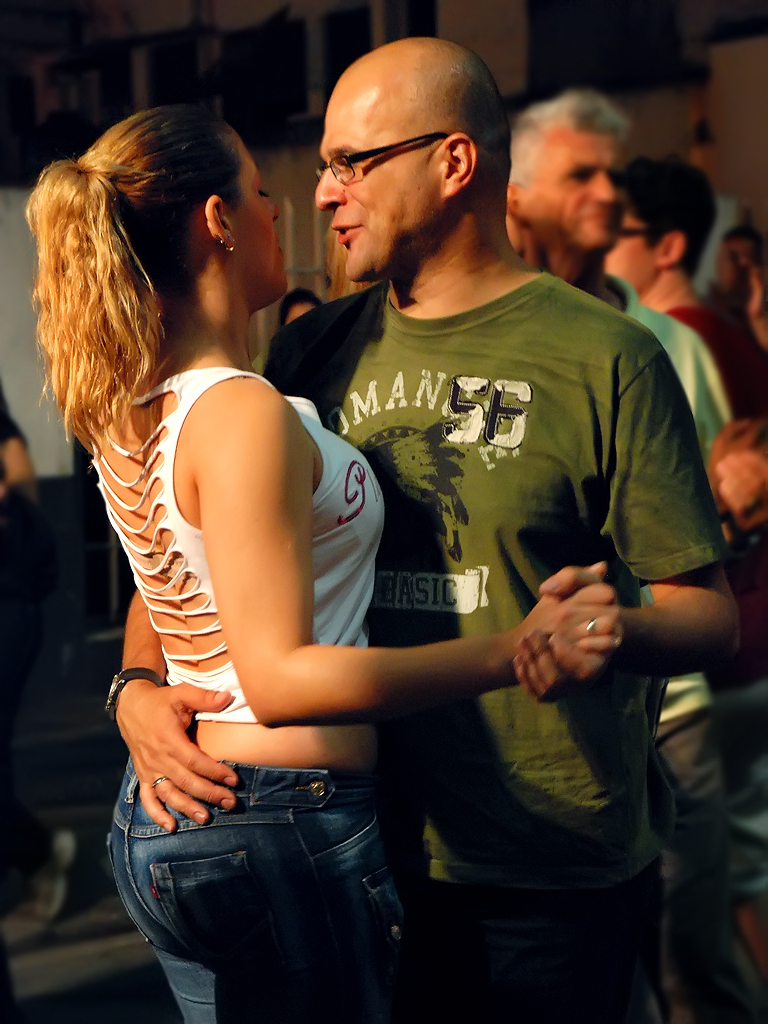
Forró-Tänzer

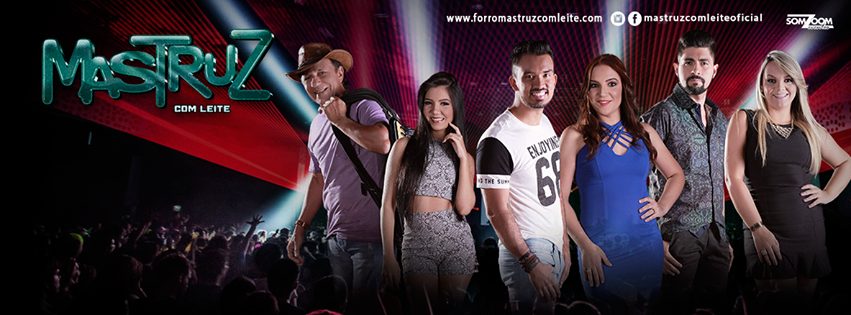
Forró-Gruppe Mastruz com Leite

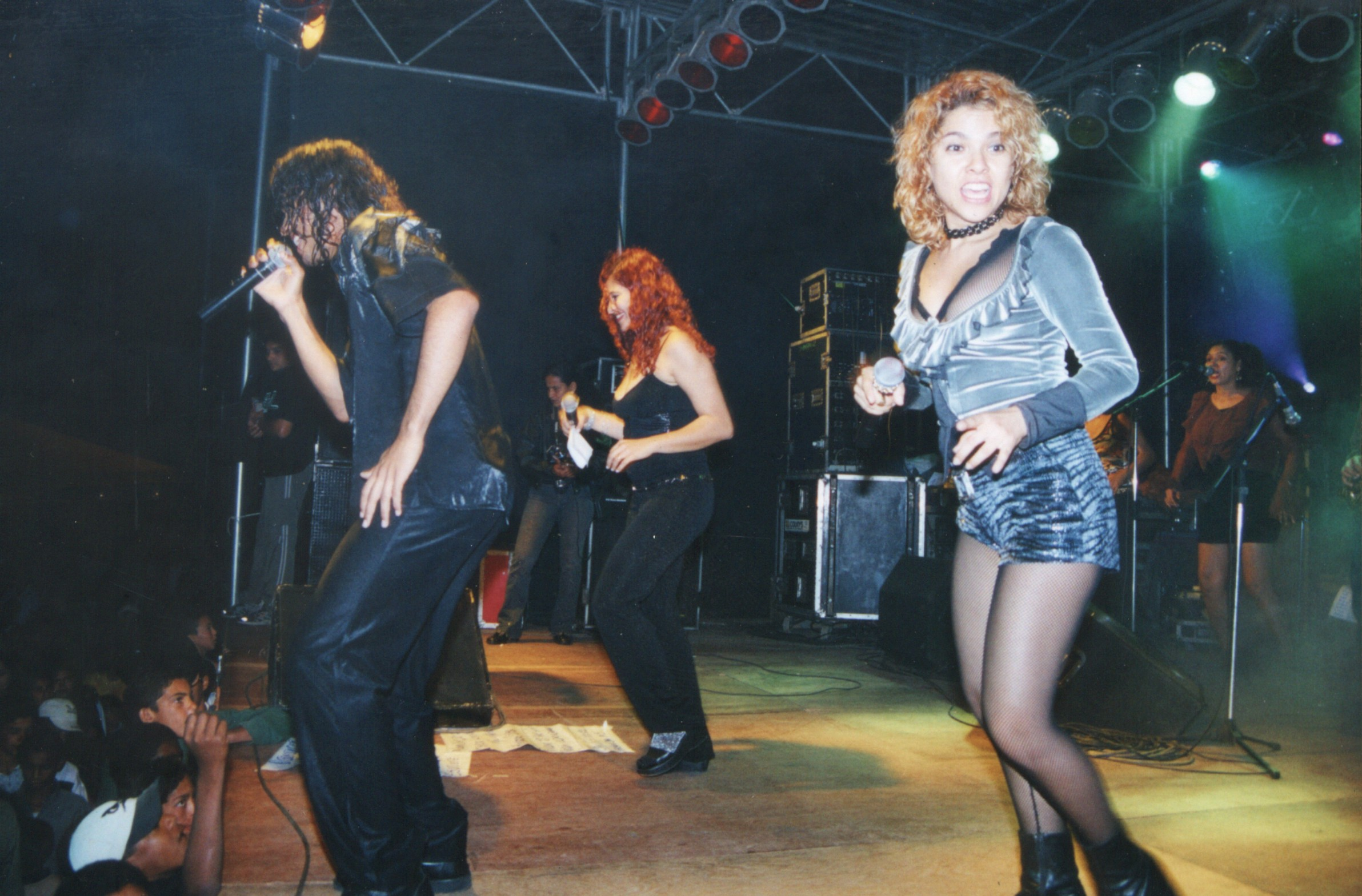
Auftritt von Mastruz com Leite

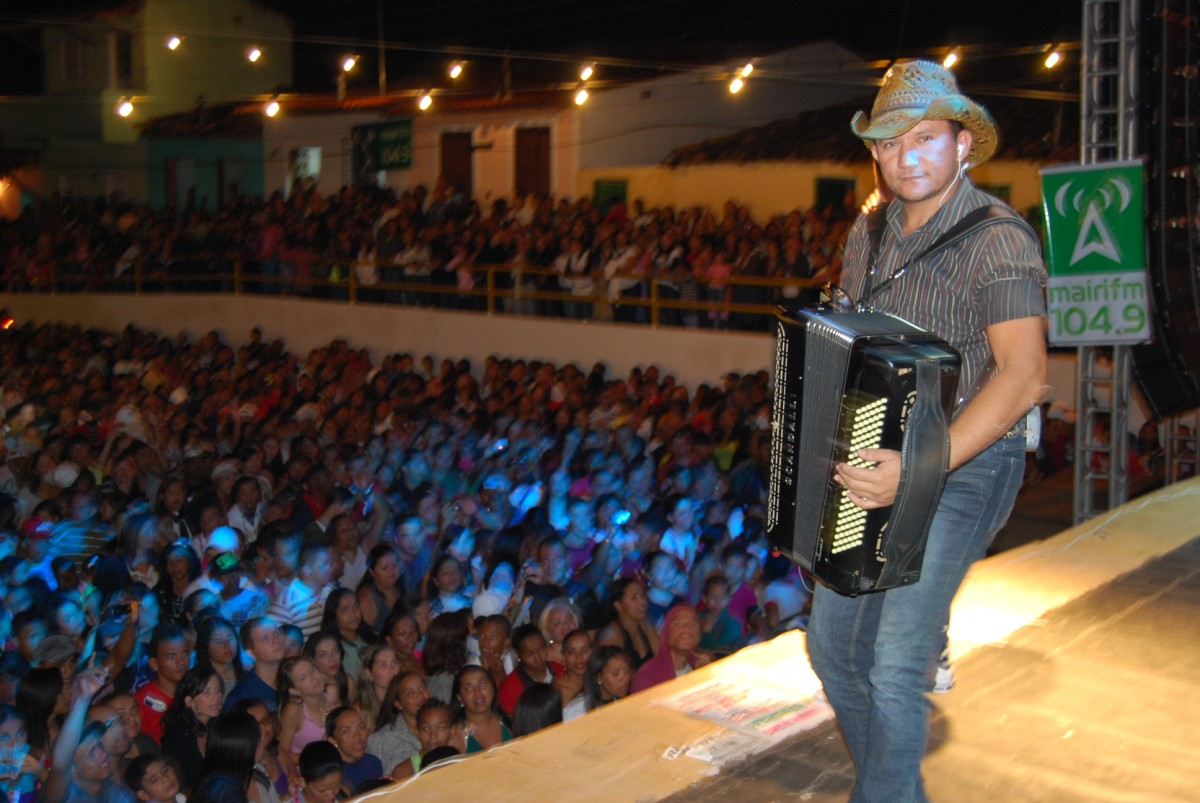
Auftritt der Gruppe Limão com Mel

Sängerin Paulinha der Gruppe Calcinha Preta

Forró ist ein brasilianischer Musikstil und Paartanz aus dem Nordosten des Landes. Er ist mittlerweile in ganz Brasilien bekannt und populär; in den Städten des Nordostens wie Fortaleza, Recife oder Natal gibt es häufige Forró-Feste, die die ganze Nacht dauern. Auch in Deutschland wird Forró immer beliebter. Das Wort Forró wird sowohl als Bezeichnung für einen bestimmten Rhythmus als auch als Oberbegriff für eine ganze Stilrichtung verwendet. Auch die Tanzfeste, bei denen diese Musik gespielt wird, werden als Forró bezeichnet. Forrótänzer und -musiker bezeichnet man als forrozeiro und forrozeira.

## Musikstile
Fünf Rhythmen werden unter dem Begriff Forró zusammengefasst: Forró selbst, Baião, Xaxado, der schnelle Arrasta-pé und der mit leichten shuffle-feel gespielte Xote (von Schottisch). Interessant ist, dass man deutlich osteuropäischen Einfluss heraushören kann; so besteht enge Verwandtschaft zur Polka und auch Ähnlichkeit mit Sinti- und Roma-Musik.
Forró unterscheidet grob zwei Musikstile: forró pé-de-serra und forró eletrônico. Forró pé-de-serra wurde vor allem durch den Musiker Luiz Gonzaga geprägt und war in den 1940ern und 1950ern in ganz Brasilien beliebt. In den 1960er Jahren ging Forró im Süden des Landes aus der Mode, wo nun vor allem Bossa Nova und Rockmusik immer beliebter wurden. In der Ursprungsregion, der Nordosten Brasiliens, wurde Forró jedoch weiterhin mit Erfolg gefeiert und viele Künstler verlagerten ihren Schwerpunkt auf diese Region. Andere Bands und Sänger traten weiterhin im Süden des Landes auf und adaptierten ihren Stil an den dortigen Musikgeschmack.
Der eher volkstümlich geprägte Forró pé-de-serra veränderte sich mit der Zeit, wurde immer mehr zu einer „Show“, in der nicht nur die Musik im Vordergrund steht, sondern auch auf z. B. auf Beleuchtung und Tänzer auf der Bühne Wert gelegt wurde. Die im traditionellen Forró pé-de-serra typischerweise dominierenden Instrumente Zabumba, Sanfona und der Triangel wurden nun mit elektronischen Musikinstrumenten und Schlagzeug ergänzt. Aus diesen Neuerungen entstammt die etwa Anfang der 1990er Jahre entwickelte Stilrichtung des forró eletrônico.
Etwa zehn Jahre später entstand in São Paulo der forró universitário, der den traditionellen Forró pé-de-serra wiederbelebte und durch Instrumente wie Flöte, Geige und Kontrabass erweiterte. Da im Südosten des Landes zu dieser Zeit Forró-Musik entweder mit einer älteren Generation oder mit dem ländlichen Nordosten verbunden wurde, waren die Forrópartys mit Livemusik eher kostengünstig und wurden daher immer beliebter bei Studierenden, die den Forró-Tanz auf diesen Partys lernten. Forró universitário ist daher kein eigener Musikstil, sondern beschreibt eine regionale und zeitliche Prägung des Forró pé-de-serra.

## Herkunft und Verbreitung
Laut dem brasilianischen Philologen Evanildo Bechara ist Forró eine Verkürzung des Begriffs forrobodó, der eine Abwandlung des galizisch-portugiesischen Wortes forbodó, beziehungsweise des französischen Wortes faux-bourdon. Der Gebrauch des Wortes forrobodó wird spätestens auf das Jahr 1912 datiert. In diesem Jahr wurde das Theaterstück „Forrobodó“, das von Carlos Bettencourt (1890–1941) und Luís Peixoto (1889–1973) und Musik von Chiquinha Gonzaga, geschrieben wurde, uraufgeführt.
Die Volksetymologie erzählt, dass der Forró eine Verballhornung des englischen For all sei; er solle beim Bau der Great-Western-Eisenbahn durch eine englische Firma entstanden sein, die Tanzveranstaltungen zur Unterhaltung der Arbeiter organisierte, die dann eben For all, für alle, offen waren. Die des Englischen nicht mächtigen Arbeiter hätten das dann zu Forró gemacht.
Spätestens mit dem 1937 erschienenen Stück Forró na roça von Manuel Queirós und Xerém ging das Wort forró dann in die Musikgeschichte ein.
Obwohl Forró ursprünglich ein regionaler Musikstil der música nordestina ist und in den anderen Staaten Brasiliens eher von oben herab betrachtet wurde, hat er sich mittlerweile auf ganz Brasilien ausgebreitet, dies vor allem durch Migranten, die den armen Nordosten verlassen und in den Süden ziehen. In den großen Städten des Südens wurden nach und nach Lokale eröffnet, in denen die Migranten aus dem Nordosten ihre Kultur praktizieren konnten. Dort entstand letztendlich der Forró universitario.
Das größte Fest des Nordostens, São João (Sankt Johannis), wird zur brasilianischen Wintersonnenwende am 24. Juni gefeiert. So wie zum Karneval in Rio der Samba gehört, gehören zum São João die Trios de Forró. Besonders präsent ist Forró in Campina Grande, Caruaru, Mossoró und Juazeiro do Norte, wo auch die größten Feste des São João stattfinden. In den Städten Aracaju, Fortaleza, João Pessoa, Natal, Maceió, Recife, und Teresina spielen viele Forró-Bands bei privaten Festen, die vor allem bei Jugendlichen beliebt sind.
Auf die Música Popular Brasileira hat der Forró insofern Einfluss gehabt, als viele Stars der MPB auf Forró-Musikmaterial zurückgriffen und diese in ihr Repertoire aufnahmen. Ein Beispiel dafür ist Gilberto Gil, der mit Forró-Stücken schon einige Hits gelandet hat. Häufig werden dabei verschiedene Stile der música nordestina vermischt – neben dem Forró sind dies vor allem Maracatu, Frevo und Coco, aber auch Ciranda und Embolada. Dabei entstanden auch neue Stile und Ausprägungen wie Mangue Beat und Funkeado.
In Portugal ist Forró aufgrund der Kolonialvergangenheit und der späteren Migrationsbewegungen schon lange bekannt. Seit Beginn des 21. Jahrhunderts breitet sich Forró auch in anderen Teilen Europas aus. In zahlreichen europäischen Großstädten von Barcelona, Brüssel, über Stuttgart bis St. Petersburg finden regelmäßig Tanzfestivals statt, bei denen in der Regel auch Forró-Bands auftreten.

## Musiker
Der bekannteste Forró-Musiker war wohl Luiz Gonzaga (1912–1989) aus Exu, im Bundesstaat Pernambuco. Er wird noch immer als O Rei do Baião bezeichnet. Weitere bekannte Musiker dieser Generation waren Jackson do Pandeiro, Dominguinhos und der Akkordeonist Arlindo Ramos Pereira. Inzwischen gibt es neben dem traditionell im Trio gespielten Forró auch eine Pop-Version dieser Musik, den forró universitário, wie z. B. von Elba Ramalho oder der Gruppe Falamansa. Andere bekannte Forró-Künstler sind oder waren Sivuca, Alceu Valença, Miltinho Edilberto oder Zé Ramalho.

## Tanzstile
Forró wird auf sehr sinnliche Art getanzt, der eigene Körper und jener des Tanzpartners haben praktisch vollflächige Berührung. Man bewegt sich synchron zueinander im charakteristischen Rhythmus der Musik. Je nach Stil wird überwiegend in der geschlossenen Haltung getanzt oder es werden unterschiedliche Figuren und Drehungen in den Tanz eingebaut. Der Ende der 1980er Jahre in Europa kurzzeitig populäre Lambada hat seine Tanzbewegung vom Forró geerbt.
Im Forró, wie auch in den meisten Paartänzen, unterscheidet man zwischen zwei Tanzrollen: Leader (die führende Rolle) und Follower (die folgende Rolle). Die traditionelle Rollenaufteilung, dass Männer als Leader tanzen und Frauen als Follower, ist im Forró auch weit verbreitet. Viele Communities bemühen sich jedoch diese Rollenmuster bewusst zu durchbrechen und zu hinterfragen, sodass man auf Forróveranstaltungen auch immer öfter gleichgeschlechtliche Tanzpaare und führende Frauen/folgende Männer beobachten kann.
Die Unterscheidung der verschiedenen Tanzstile und Begrifflichkeiten ist auf Grund der fehlenden Standardisierung im Forró nicht einheitlich und kann regional auch anders definiert werden. Da Forró überall in der Welt getanzt wird, haben vor allem Forró-Festivals eine wichtige Stellung bei der Weiterentwicklung des Tanzes, da dort unterschiedliche regionale Ausprägungen und Stile in Kontakt kommen und unterrichtet werden.

### Forró pé-de-serra oder Forró universitario
Forró pé-de-serra beschreibt den traditionellen Tanzstil der Anfangszeit des Forró. Da Forró kein standardisierter Tanz ist, wurden bei seiner Wiederbelebung in der Studentenszene im Süden Brasiliens viele Figuren aus anderen Tänzen adaptiert, allen voran Salsa (Cuban Style), aber auch Samba de Gafieira und Brazilian Zouk. Daher charakterisiert sich dieser Stil vor allem durch Drehungen und Armbewegungen.

### Forró Roots oder Estilo Itaúnas
Dieser neuere Stil des Pé-de-serra-Tanzstils wird ebenfalls zum Musikstil Forró pé-de-serra getanzt und entstammt dem Dorf Itaúnas in Espírito Santo, wo eines der größten Forró-Festivals Brasiliens stattfindet. Da das Rootstock-Festival in Belo Horizonte ebenfalls zur Verbreitung des Itaúnas Stils beigetragen hat, wird der Tanzstil auch manchmal Roots genannt. Er charakterisiert sich vor allem durch footwork, Fuß- und Beinarbeit, z. B. sogenannten sacadas. Drehungen oder eine offene Tanzhaltung werden eher sparsam eingesetzt.

### Forró eletrônico
Dieser Stil wird zu Forró eletrônico-Musik getanzt. Charakteristische Elemente des Forró pé-de-serra findet man in diesem Stil zwar auch wieder, jedoch haben hier die Schritte miudinho, valsarão oder cacau die Pé-de-serra-Grundschritte ersetzt. Während Schüler des Roots- und Universitario-Stils problemlos miteinander tanzen können (beide Stile sind Forró Pé-de-serra), werden Tänzer die nur den Eletrônico-Stil gelernt haben eher Schwierigkeiten haben mit Pé-de-Serra-Tänzern auf der Tanzfläche zu harmonieren.
Bekannte Bands sind Banda Magníficos, Banda Styllus, Calcinha Preta, Caviar com Rapadura, Cintura de Mola, Bonde do Forró mit der Sängerin Juliana Caetano, Forró da Brucelose, Gaviões do Forró, Limão com Mel, Mastruz com Leite und Mel com Terra.

### Forró casino
Forró casino wurde von Marinho Braz entwickelt und ist kein eigener Tanzstil an sich, sondern eine Spielart des Forró universitario. Wie beim Rueda de Casino wird im Kreis getanzt und gibt es einen Ansager, der bestimmt welche Figuren getanzt werden. Die Namen der Kommandos sind z. B. an berühmte Forró-Musiker, Staaten und Regionen Brasiliens oder Begriffe der brasilianischen Landschaft angelehnt.

## Verbreitung in Deutschland
Forró ist auch in Deutschland sehr verbreitet und wird immer beliebter. Große Forró-Communitys gibt es z. B. in Stuttgart (seit 2006), Freiburg (seit 2011), Aachen (seit 2005), Köln (seit 2013), Berlin, Hamburg, München und Bochum. Oft werden Forró-Kurse an Universitätsstandorten im Rahmen des Hochschulsportprogramms angeboten und sind somit insbesondere unter Studierenden beliebt.

### Forró-Festivals in Deutschland
Ein wichtiger Teil der Forró-Kultur außerhalb Brasiliens bilden die Forró-Festivals, auf denen die brasilianische Forró-Kultur gefeiert wird. Meistens wird auf Forró-Festivals Tanzunterricht in Form von Workshops angeboten, welche in der Regel von Tanzlehrerinnen und -lehrern aus anderen (internationalen) Forró-Communitys geleitet werden. Die Festivalteilnehmenden können oft aus einem Workshopangebot zwischen unterschiedlichen Themen und Schwierigkeitsstufen auswählen. Hauptbestandteil eines Forró-Festivals sind außerdem Partys mit Forró-Konzerten, Livemusik oder Forró-Aufführungen. Je nach Größenordnung des Festivals werden ebenfalls Workshops zum Erlernen Forró-typischer oder brasilianischer Musikinstrumente (beispielsweise Pífano, Zabumba oder Sanfona) angeboten. Manchmal werden neben Forró auch Workshops zu weiteren brasilianischen Tänzen wie z. B. Samba de Gafieira, Coco, Cavalo Marinho, Frevo oder Zouk angeboten. In der Regel haben Forró-Festivals keinen kompetitiven Charakter.
Mittlerweile haben sich mehrere Forró-Festivals in Deutschland etabliert. Das weltweit erste Forró-Festival außerhalb Brasiliens fand erstmals 2008 in Stuttgart statt und wurde vom brasilianischen Tanzlehrer Terra Pasqualini organisiert. Das "Forró de Domingo Festival" in Stuttgart war bis zu seiner letzten Edition 2018 das größte Forró-Festival in Europa und begrüßte ein stark internationales Publikum. Eine auf dem Festival aufgezeichnete Forró-Performance aus dem Jahr 2014 verzeichnet mehr als 53 Millionen Aufrufe auf Youtube.
Weitere regelmäßig stattfindende Festivals in Deutschland sind:
- Forró Aachen Festival[13]
- Psiu! Berlin[14]
- Forró Tage Hamburg[15]
- Tome Forró Berlin[16]
- Forrócamp Rügen[17]
- Forró Miudinho Berlin[18]
- Forró Marathon Freiburg[19]
- Forró de Colônia Festival[20]
- Forró Weekend Bochum[21]
- Forrówelt Festival Osnabrück[22]